# Gianmarco Nicosia
Gianmarco Nicosia (Roma, 12 febbraio 1998) è un pallanuotista italiano, portiere della Pro Recco.

## Club
È cresciuto nelle giovanili della Lazio. Con Sport Management Verona, Telimar Palermo e Savona è arrivato al secondo posto in Coppa LEN. Nel 2025 si trasferisce alla Pro Recco.

## Palmarès

### Nazionale
- Mondiali

Gwangju 2019: 
Budapest 2022: 
Doha 2024: 
- Europei

Zagabria-Dubrovnik 2024: 
- Coppa del Mondo

Los Angeles 2023: 
- World League

Strasburgo 2022: 